# Alejandra Giraldo
Alejandra Giraldo Preciado (Medellín, 9 de abril de 1984) es una presentadora de televisión, periodista y empresaria colombiana. Actualmente presenta la primera emisión de Noticias Caracol y el programa de investigación y crónica roja El Rastro
en Caracol Televisión. 

## Carrera
Giraldo estudió Comunicación social y periodismo en la Universidad Pontificia Bolivariana de Medellín. Inició su carrera periodística en el canal regional Teleantioquia, luego emigró a Bogotá para incorporarse al canal de televisión Cablenoticias, donde trabajó en sus noticieros, trabajó además en el Canal Capital, en el programa culinario De buen gusto.
Ingresa a Noticias Caracol en 2016, para cubrir las noticias de los fines de semana, junto a Jennifer Montoya hasta julio del 2017, luego quedó a cargo de la edición nocturna, Última edición, hasta septiembre de 2020, que se convierte en la presentadora de la primera edición del informativo. Tras la salida de Vanessa de la Torre en 2020 de Caracol Televisión, Giraldo pasó a ser la conductora del programa de investigación y crónica roja El Rastro.

## Vida personal e imagen pública
En 2001, Giraldo resultó herida durante un atentado de un carro bomba en Medellín, dejándole cicatrices en sus piernas y un déficit en su audición por la onda de impacto. Está casada con el empresario colombiano Alejandro Serrano. La presentadora es una asidua animalista, en 2021 creó una marca de comida para mascotas de carácter prémium, llamada Vita como una de sus mascotas caninas.